# Seitaad
Seitaad is een geslacht van plantenetende dinosauriërs behorend tot de Sauropodomorpha dat tijdens het vroege Jura leefde in het gebied van het huidige Utah.

## Vondst en naamgeving

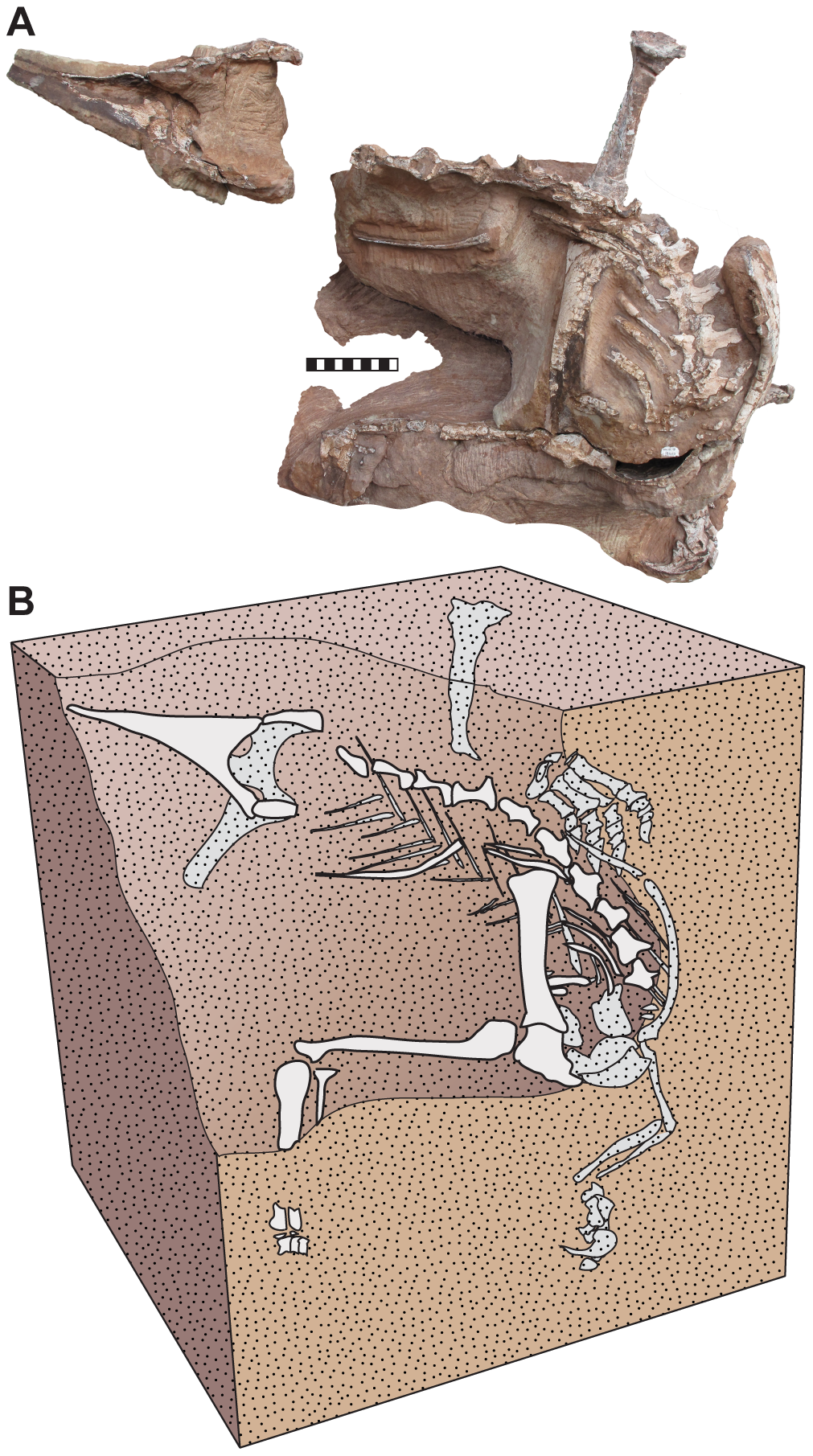
Het skelet in de positie waarin het werd aangetroffen

De typesoort en enige soort binnen het geslacht Seitaad ruessi is in 2010 benoemd en beschreven door Joseph Sertich en Mark Loewen. De geslachtsnaam komt uit het Navajo: de Séít‘áád is een mythisch zandmonster dat zijn slachtoffers onder het duinzand trekt. De soortaanduiding eert Everett Ruess, een jonge natuuronderzoeker die in 1934 tijdens een trektocht op mysterieuze wijze in het zuiden van Utah verdween.
Het fossiel, holotype UMNH VP 18040, is in 2005 door kunstenaar  Joe Pachak bij Comb Ridge gevonden in de Navajo Sandstone, lagen waarvoor de vroegst mogelijke datering in het Pliensbachien ligt, een ouderdom van ongeveer 184 miljoen jaar. Eerst werd gedacht dat het een pterosauriër betrof; pas door preparatie werd duidelijk dat het om een sauropodomorf ging.
Het holotype bestaat uit een gedeeltelijk en in verband liggend skelet zonder schedel. Elf ruggenwervels, zestien ribben, de schoudergordel, beide voorpoten, delen van het bekken, delen van de linkerachterpoot en een serie buikribben zijn teruggevonden.

## Beschrijving

### Grootte en onderscheidende kenmerken
Seitaad heeft een lengte van ongeveer 3,5 meter en een heuphoogte van 0,8 meter.
Unieke eigenschappen, autapomorfieën, van de soort zijn: de processus medialis van de scapula, een richel op de binnenzijde van het schouderblad, vormt onderaan een platte rand die een gedeelte uitmaakt van de bovenkant van het schoudergewricht; de deltopectorale kam is duidelijk gescheiden van de kop van het opperarmbeen door een scherp naar boven lopende bocht; de bovenkant van het eerste middenhandsbeen is hol en verbreed. 
Daarnaast is er een unieke combinatie van op zich niet unieke kenmerken. De doornuitsteeksels van de ruggenwervels zijn gelijk in hoogte of hoger dan hun wervellichamen. De schaambeenderen zijn verbonden door een overdwars smalle en langwerpige beenschort en worden doorboord door slechts kleine foramina obturata. De tweede teen draagt een vergrote voetklauw.
In algemene bouw lijkt het dier op een typische basale sauropodomorf, zij het met vrij korte voorpoten. 

### Skelet
De ruggenwervels zijn relatief kort en hoog. Het schouderblad is nauw en langwerpig. Het opperarmbeen heeft een deltopectorale kam die de helft van de schachtlengte beslaat. In de pols is het onderste eerste carpale vergroot en overlapt het tweede carpale. De derde en vierde carpalia zijn niet vergroeid tot één blok. Het eerste middenhandsbeen is bovenaan sterk verbreed en dringt in de polsbeenderen. Het eerste kootje van de eerste vinger is sterk om de lengteas gewrongen. De eerste vinger is zeer breed en robuust en draagt een enorme duimklauw. Het hielbeen is groot. De tweede voetklauw is 40% langer dan de eerste voetklauw.

## Fylogenie en biogeografie
Door het invoeren van de eigenschappen van Seitaad in twee al bestaande cladistische analyses van Adam Yates en Paul Upchurch en deze te combineren, kregen de beschrijvers als uitkomst dat Seitaad tot de Plateosauridae behoorde, in een positie in de stamboom boven Coloradisaurus en onder een klade gevormd door Plateosaurus en Riojasaurus. Aldus zou hij vrij nauw verwant zijn aan de iets basalere Massospondylus en Adeopapposaurus, iets wat de beschrijvers in biogeografisch opzicht opmerkelijk vinden daar de laatste tijd vaak beweerd is dat deze zuidelijke vormen deel zouden hebben uitgemaakt van een levensgemeenschap die tamelijk strikt gescheiden was van het noordelijke gebied waar Seitaad leefde. Seitaad is de tweede basale sauropodomorf die uit het vroege Jura van Noord-Amerika is gevonden.
Sommige latere analyses toonden een meer afgeleide positie in de Sauropodiformes.